# 도치기 TV

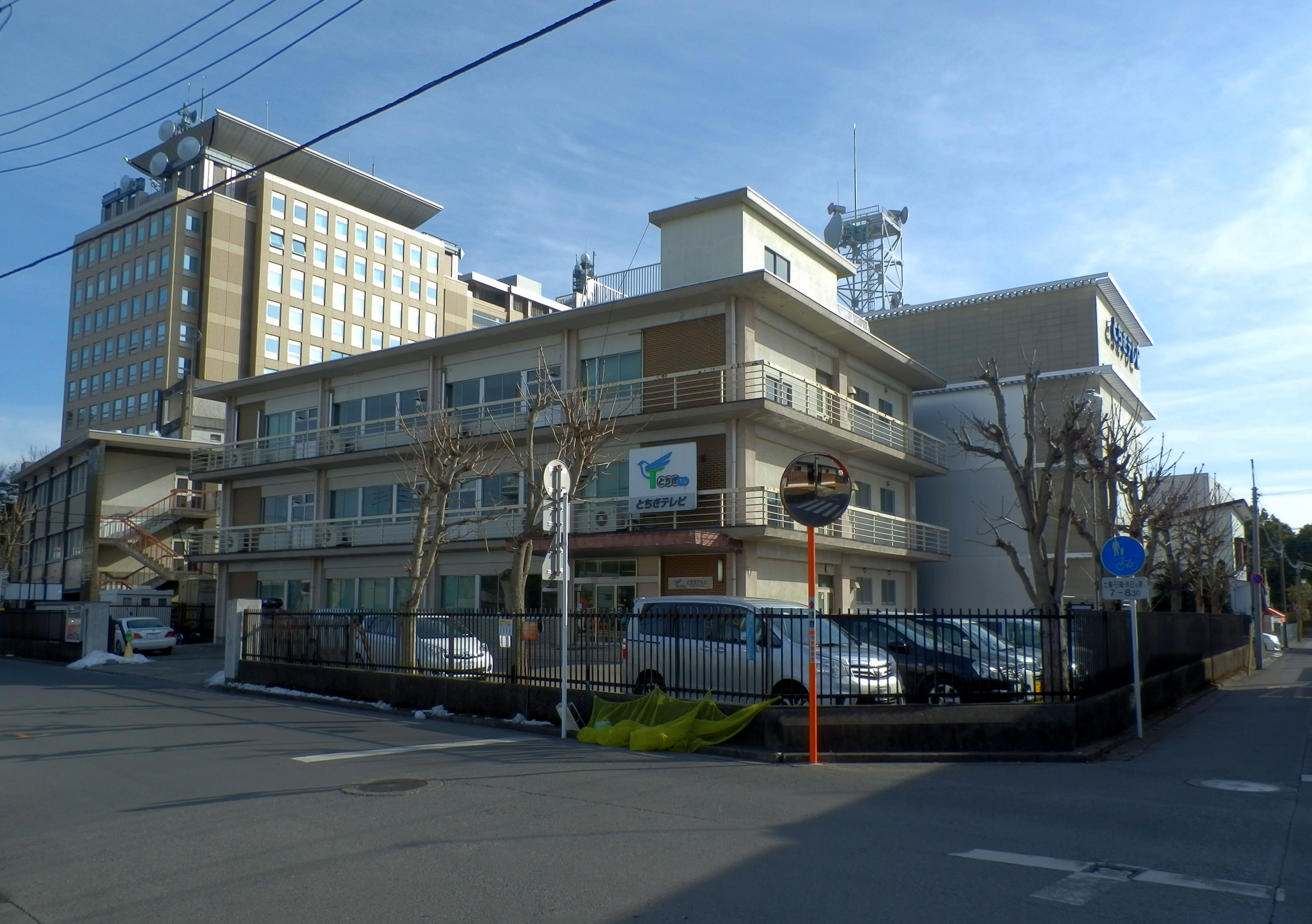
도치기 TV

도치기 TV는 1999년 4월 1일 개국했으며 독립 UHF방송국중 현재로선 마지막으로 개국한 방송국이다.
약칭은 GYT, 콜사인은 JOGY-DTV이다.

## 특징
- 도치기현과 도치기 현내의 회사가 합자해서 설립한 방송국이다.
- 현에 있는 라디오 방송국인 도치기 방송의 아나운서가 파견되어 방송을 할때가 많다.
- 개국 초창기에는 TTV라는 애칭을 사용했지만 도쿄도에 있는 케이블TV 사업자 타마 TV에서 사용하고 있어서 지금의 약칭인 GYT로 바꾸었다.

## 연혁
- 1997년 5월 14일 설립
- 1999년 4월 1일 개국(민영방송 지상파 텔레비전국중에서는 가장 최근에 개국)
- 2004년 6월 30일　방송국내의 전기 계통 고장이 원인이 돼서 오후 3시 30분 경부터 약 2시간 31분에 걸쳐서 방송이 중단되는 사고가 발생하였고 이 사건으로 같은해 7월 27일 총무성으로부터 지도를 받는다.
- 2005년 12월 1일 지상 디지털 방송 개시(우츠노미야 송신소만)
- 2008년 4월 지상 디지털 데이터 방송, 원세그 개시
- 2011년 7월 24일 디지털 텔레비전 전환. 지상파 아날로그 텔레비전 본방송 종료

## 프로그램의 특징
- 도치기 현이 설립주체중 하나여서인지 다른 독립UHF방송국보다 현 홍보 프로그램을 많이 방송하고 있다.
- 도치기 현의 자동차소유율이 높고 현내에 서킷이 있기 때문에 자동차·오토바이 관련 프로그램을 방송하고 있다.
- 일기 예보는 현내의 날씨를 중심으로 주변 현의 날씨나 전국의 날씨를 방송하고 있으며 주변 현의 일기예보는 간토 지방과 후쿠시마현의 날씨를 전하고 있다.
- 도치기 현을 연고로 두는 하키 팀이 있어서 한때 전국적으로 드물게 골든 타임에 아이스하키의 시합을 방송하고 있었다.
- 예전 애니메이션 재방송이 많은 반면 심야 애니메이션의 방송비율이 적다.
- 전체적으로 홈쇼핑 프로그램의 방송이 많다(낮에는 시청률이 아주 낮기 때문에 홈쇼핑 프로그램을 많이 방송하고 있다.)
- 지역 방송국이면서 지역CM에 CG등을 사용하고 있으며 슬라이드 방식의 CM은 거의 없다.

## 도치기현에 있는 다른 텔레비전·라디오 방송국
- NHK 우쓰노미야 방송국
- 도치기 방송(CRT)(NRN 계열)
- FM도치기(JFN 계열)